# Stauning Alper
Stauning Alper är en bergskedja i Grönland (Kungariket Danmark). Den ligger i den östra delen av Grönland, 1 400 km nordost om huvudstaden Nuuk.
Bergskedjan har flera toppar som är omkring 3 000 meter höga. Den är uppkallad efter den danska politikern Thorvald Stauning.